# Xã Harrison, Quận Winnebago, Illinois
Xã Harrison (tiếng Anh: Harrison Township) là một xã thuộc quận Winnebago, tiểu bang Illinois, Hoa Kỳ. Năm 2010, dân số của xã này là 670 người.